# Prince Bira
Pour les articles homonymes, voir Bira.
Birabongse Bhanutej Bhanubandh (พีรพงศ์ ภาณุเดช en langue thai), dit Prince Bira, est un prince et pilote automobile thailandais, né le 15 juillet 1914 à Bangkok (Krung Thep Maha Nakhon) au Siam et mort le 24 décembre 1985 dans le quartier de Hammersmith à Londres.
Il participe aux premières éditions du championnat du monde de Formule 1 au début des années 1950, après des débuts européens en 1935. Il fait partie des plus grands gentlemen-drivers de son époque, connu pour son élégance et son raffinement (il portait un smoking sous sa combinaison de pilote).
Après sa carrière sur les circuits automobiles, il se consacre à la voile et participe à quatre éditions des Jeux olympiques, de 1956 à 1972.

## Biographie
Le prince Birabongse Bhanutej Bhanubandh (plus tard couramment appelé en Europe « Prince Bira ») est le petit-fils du roi Mongkut. Après avoir perdu sa mère à l'âge de 4 ans, il est envoyé en 1927 en Europe pour terminer son éducation au collège d'Eton puis à l'université de Cambridge.

### Carrière automobile

#### Années 1930

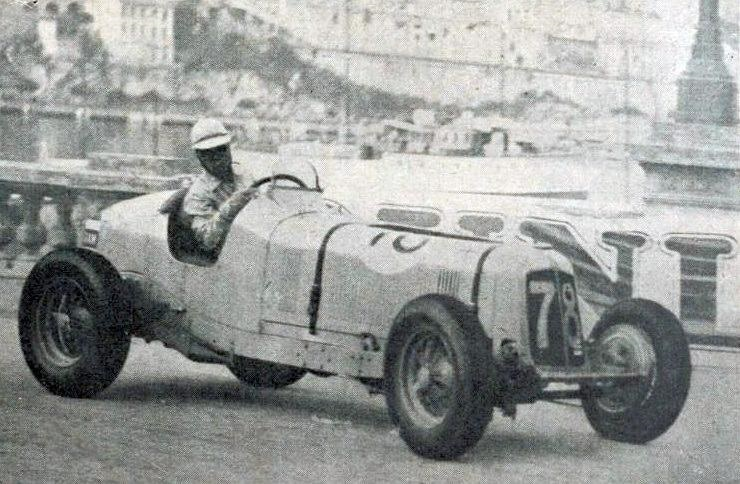
Prince Bira vainqueur de la Coupe du Prince Rainier 1.5L. en 1936 à Monaco sur l'ERA B Remus.

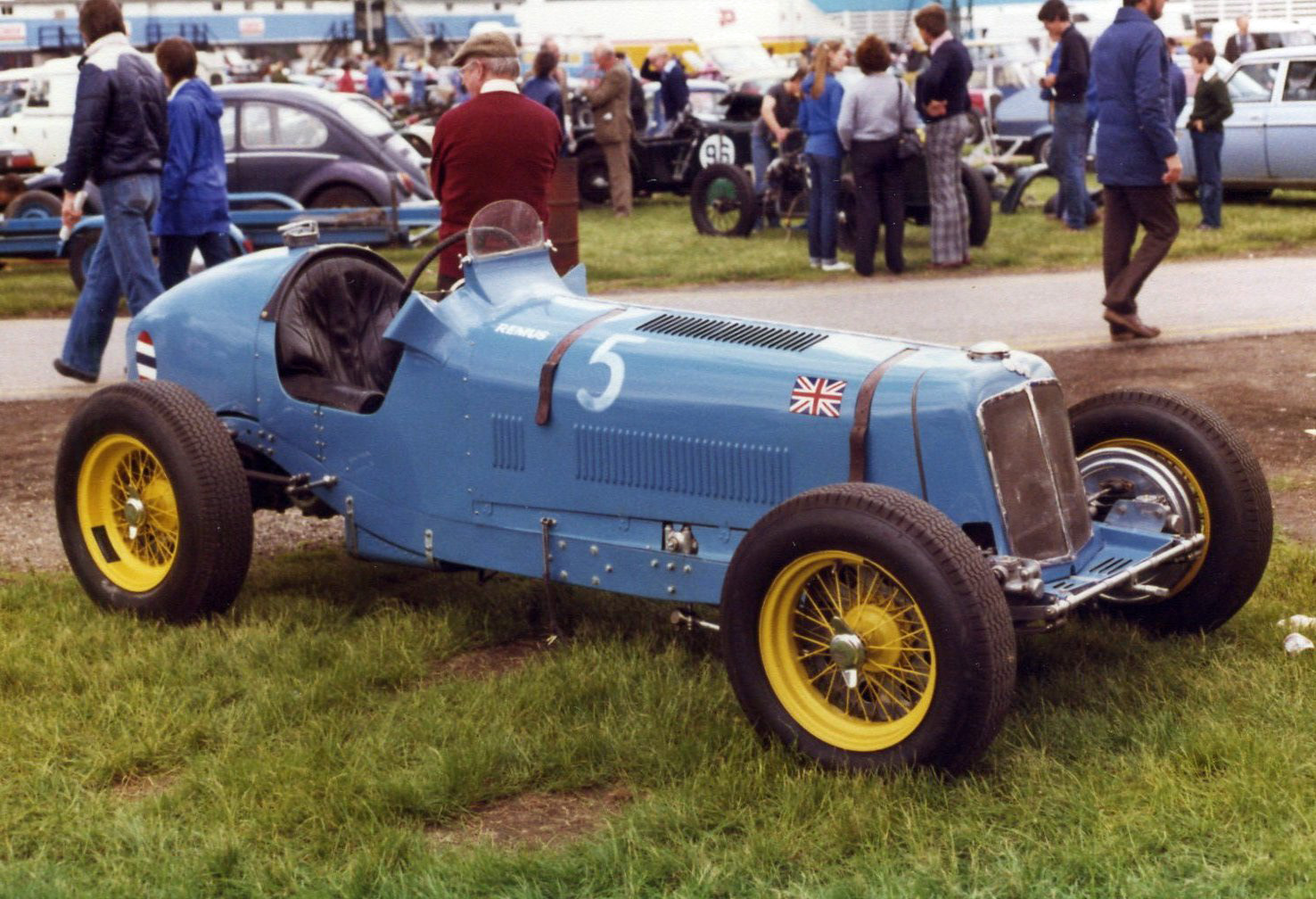
La Bira Blue 1936, ou ERA B Remus du prince de la future Thaïlande, à ses couleurs.

Prince Bira perd alors son père, et c'est dorénavant son cousin, le prince Chula Chakrabongse, qui veille sur lui et avec qui il habite dans un appartement à Londres. Il a sa première expérience en sport mécanique grâce aux finances de Chula qui crée, après les premiers succès de son écurie, la White Mouse Racing, pour laquelle Bira choisit les couleurs de course du Siam, bleu pâle et jaune. Prince Bira participe ainsi, au volant d'une Riley Imp, à deux courses à handicap sur le circuit de Brooklands en 1935, finissant cinquième et huitième. Il se tourne également vers les arts et étudie la sculpture et la peinture, et rencontre sa future femme, une Anglaise prénommée Ceril.
Il pilote ensuite à Brooklands une MG Magnette K3, lors de deux courses en juin-juillet 1935 et enchaîne avec une épreuve à Donington. La même année, le prince Chula lui offre une voiturette de course ERA R2B qu'il surnomme Romulus. Au volant de son Aston Martin, il connaît la première de ses quatre apparitions consécutives au Tourist Trophye puis, le 10 septembre 1935, établit le record de vitesse du circuit court de Brooklands en catégorie 1,5 litre. Il se fait alors appeler « B. Bira » en course, étant alors la seule personne de son pays à disputer des compétitions internationales.
En 1936, le prince Chula achète une seconde ERA, Remus, pour disputer les courses britanniques, la Romulus restant affectée aux courses internationales. Il se porte également acquéreur d'une Maserati 8CM. Prince Bira remporte la coupe du Prince Rainier à Monte-Carlo (pour monoplaces 1.5L) puis il gagne encore quatre courses avec l'ERA-B, dont deux victoires successives françaises au printemps et en été en Picardie et à Albi aux Planques. Il conduit la Maserati de Grand Prix à la cinquième place à Donington et à la troisième à Brooklands. Travaillant également avec passion la sculpture, il parvient à exposer à la Royal Academy. En 1937, il remporte les premières 12 Heures de Donington sur une Delahaye 135CS en compagnie de Hector G. Dobbs, puis finit troisième du Tourist Trophy sur une BMW 328. Il remporte également le premier de ses trois BRDC Gold Star consécutifs.
Après le départ de Dick Seaman pour Mercedes en 1937, les cousins thaïs achètent une Delage de Grand Prix et un second exemplaire en pièces détachées. Malgré l'embauche de Lofty England, un ingénieur d'expérience et futur chef de l'équipe Jaguar, les voitures n'obtiennent pas les résultats attendus. À plusieurs occasions, Prince Bira doit courir avec ses anciennes voitures, désormais dépassées. Les sommes dépensées pour l’entretien de la Delage mettent les finances de l'équipe à mal et les sommes allouées à l’entretien des ERA sont réduites en conséquence. Si Bira conserve des résultats respectables dans les courses anglaises (où l'un de ses grands rivaux est Arthur Dobson), ce n'est pas le cas lors des courses internationales. Il connaît sa première participation aux 24 Heures du Mans en 1939 où, au volant d'une Alfa Romeo 6C 2500 SS partagée avec Raymond Sommer, il abandonne sur problèmes de moteur. Durant cette même année, il s'impose sur l'Instone Trophy, championnat officieux de Brooklands qu'il glane aussi en 1940.

#### Seconde Guerre mondiale

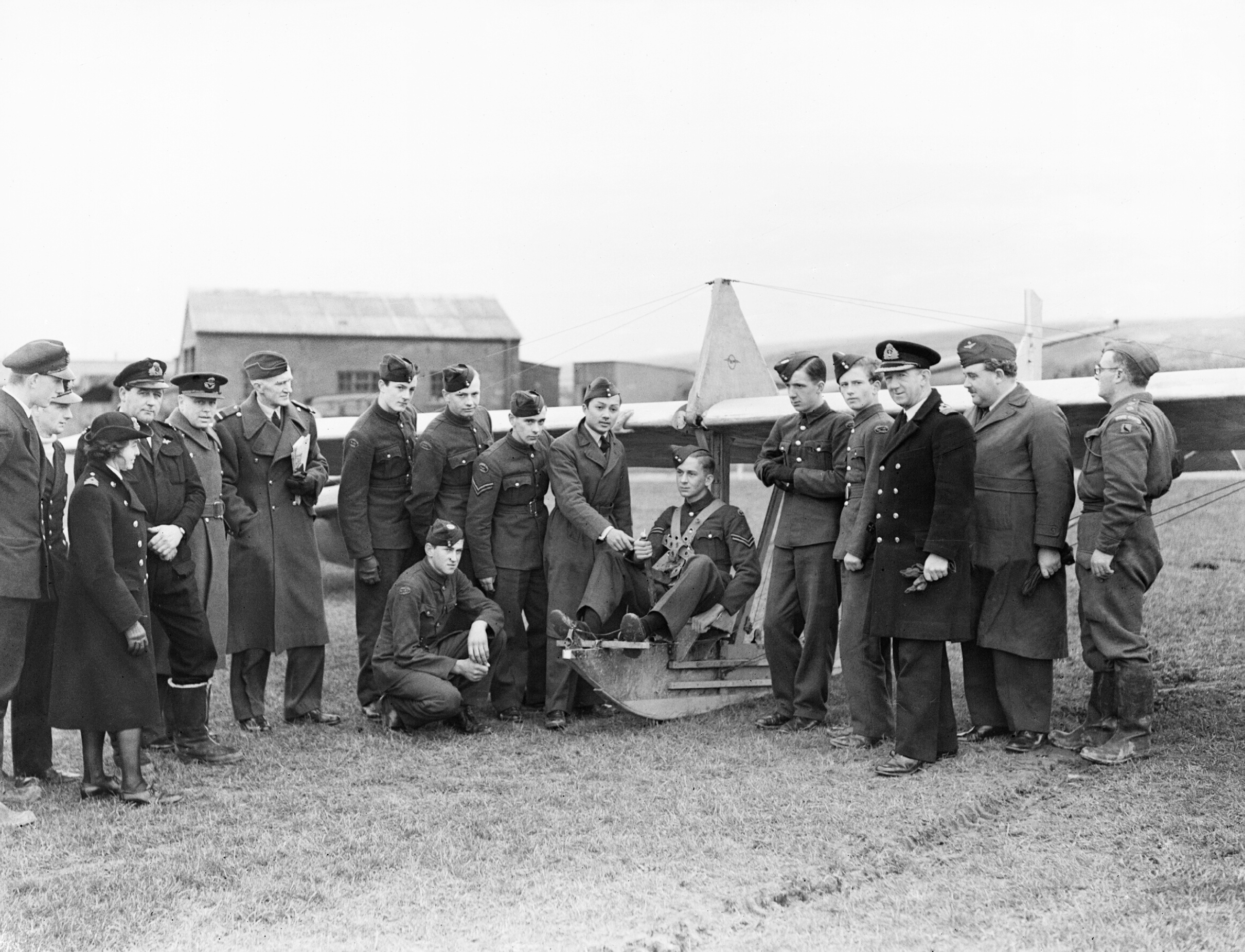
Le flight lieutenant Prince Bira, en uniforme de la Royal Air Force en février 1944, au centre, à gauche de l’élève-pilote installé sur un siège, donnant des instructions de pilotage de planeur militaire sur la base de la Royal Navy (RN) de St Merryn, Cornouailles. Les personnes portant des calots au centre sont des élèves-pilotes ; les autres personnes présentes sont des cadres de la RAF et de la RN.

La guerre survient, et faute d'avoir pu intégrer la Royal Air Force, le prince Bira, son cousin et leurs épouses respectives se retirent dans une maison des Cornouailles.
Cependant, la photographie ci-contre, provenant de l’Imperial War Museum, atteste que Prince Bira, en février 1944, était flight lieutenant dans la Royal Air Force, avec fonction d’instructeur en chef (chief instructor), notamment pour du pilotage de planeur militaire, sur la base de St Merryn (en) de la Royal Navy, en bord de mer au nord des Cornouailles[réf. nécessaire]. C’est ce type de planeur qui a notamment été utilisé par les Alliés anglo-américains quatre mois après, dans la nuit du 5 au 6 juin 1944, en opération préliminaire au débarquement de Normandie.

#### Après-guerre et Formule 1

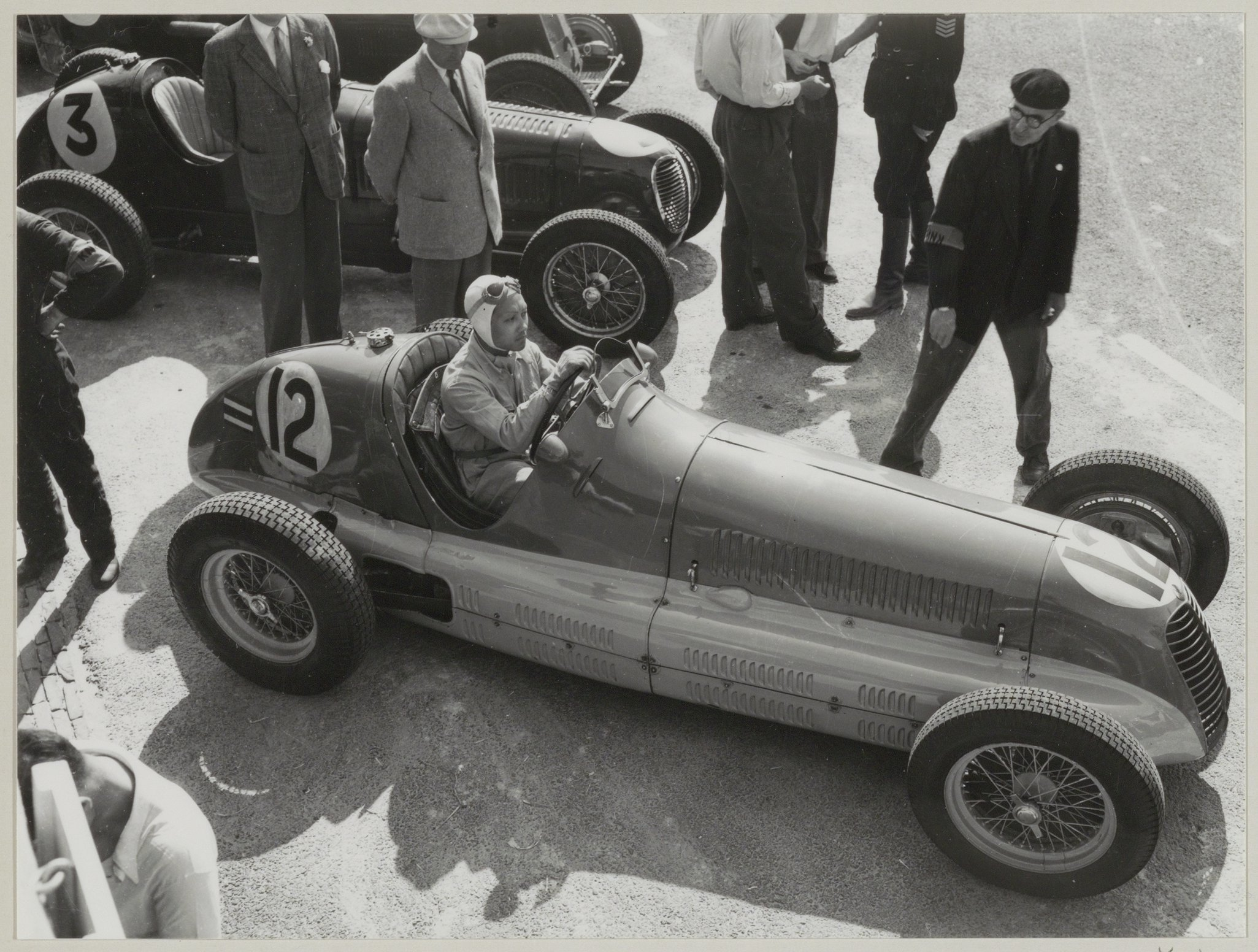
Bira au Grand Prix de Zandvoort en 1948.

Après la guerre, Prince Bira reprend la course automobile, de laquelle son cousin Chula prend peu à peu du recul. Il retrouve le succès dès 1946 en l'emportant au volant de sa Hanuman dans l’Ulster Trophy. L'année suivante, il remporte le Grand Prix des Frontières à Chimay en Belgique, avec une Maserati 4CL récemment achetée, tout en s'imposant sur une Simca-Gordini F2 à Berne et à Reims pour la première Coupe des petites cylindrées. En 1948, année où son cousin se retire définitivement, il gagne le Grand Prix des Pays-Bas, et en 1949 le Grand Prix de Suède, avec sa Maserati. Cette même année, il collectionne les deuxièmes places à Mar Del Plata, San Remo, Perpignan, Reims et Albi, souvent précédé par Fangio.
En 1950, le premier championnat du monde de Formule 1 voit le jour. Il prend part à quatre des sept Grands Prix avec une Maserati 4CLT/48. Il connaît deux abandons dont le premier lors du Grand Prix inaugural de Grande-Bretagne, mais termine 5e à Monaco puis 4e en Suisse, ce qui lui permet de décrocher la huitième place au championnat avec cinq points.
En 1951, il dispute des Grands Prix hors-championnat sur une Maserati 4CLT équipée d'un moteur O.S.C.A. V12, sans grand résultat, d'autant que le prince souffre des conséquences d'un assez grave accident de ski, avec néanmoins un succès au Richmond Trophy à Goodwood. La saison suivante, il pilote des Gordini en F1, où il ne marque aucun point, et en F2 où il termine 2e à Marseille. En 1953, il change de monture avec dorénavant une Connaught A et obtient pour meilleur résultat une 7e place au Grand Prix de Grande-Bretagne. Il passe également plusieurs mois à Bangkok qu'il rallie depuis Londres aux commandes de son avion personnel, et s'intéresse aux régates ou encore au vol à voile.
En 1954, grâce à une nouvelle Maserati 250F, il gagne à nouveau le Grand Prix des frontières à Chimay, puis termine quatrième du Grand Prix de l'ACF. Cette dernière lui donne ses trois derniers points en Formule 1, lui permettant de conclure le championnat au 17e rang. Hors championnat, il finit aussi deuxième à Rouen et Pescara et quatrième à Caen. Il participe aussi une dernière fois aux 24 Heures du Mans sur Austin-Healey 100 qu'il partage avec Peter Collins. Il abandonne, cette fois ci après s'être retourné dans un fossé juste avant Maison-Blanche sous la pluie nocturne.
En 1955, il se rend en Océanie et gagne le Grand Prix de Nouvelle-Zélande disputé hors-championnat, puis termine 3e à Teretonga,. C'est le même résultat qu'il enregistre lors de l’International Trophy à Silverstone, théâtre de sa dernière course avant sa retraite du sport automobile à 41 ans et son retour en Thaïlande.

### Carrière en nautisme
À partir de 1956, il dispute pour son pays quatre fois les Jeux olympiques d'été, en voilier de régate type star gréé en sloop.
En 1956 sur Tichiboo, il se classe douzième avec Luang Pradiyat Navayudh ; en 1960, avec Boonpuen Chomvith sur Siamese-Cat, il termine dix-neuvième. En 1964, avec le Dragon Linglom, il se classe vingt-deuxième et en 1972, avec le Tempest Tailand, il se classe vingt-et-unième à 58 ans.
Il devient ensuite en 1978 l'un des principaux organisateurs du championnat du monde de Fireball en Thaïlande. Il connaît aussi de lourds ennuis financiers.

### Mort
Prince Bira meurt brutalement d'une crise cardiaque en décembre 1985, alors qu’il est dans la station Barons Court du métro londonien,. Comme il n’est pas accompagné et qu’il ne porte pas de papiers d’identité, il est identifié par l’ambassade de Thaïlande à Londres, après qu’un écrit en thaï ait été retrouvé sur lui par la police.

### Hommages
Le circuit automobile qui a ouvert l’année suivant sa mort, en 1986, situé à une quinzaine de kilomètres au nord-est de Pattaya en Thaïlande, porte son nom : le circuit Bira (en).
Un mémorial à Regatta, érigé en 1990, lui est dédié.

## Résultats en championnat du monde de Formule 1
Prince Bira a disputé au total dix-neuf Grands Prix de Formule 1.
| Saison | Écurie                    | Châssis                    | Moteur                                     | Pneus     | GP disputés | Points inscrits | Classement |
| ------ | ------------------------- | -------------------------- | ------------------------------------------ | --------- | ----------- | --------------- | ---------- |
| 1950   | Enrico Platé              | Maserati 4CLT/48           | Maserati 4 en ligne compressé              | Pirelli   | 4           | 5               | 8e         |
| 1951   | Écurie Siam               | Maserati 4CLT/48           | Maserati 4 en ligne compressé O.S.C.A. V12 | Pirelli   | 1           | 0               | n.c.       |
| 1952   | Équipe Gordini            | Simca-Gordini T15 T16      | Gordini 4 en ligne Gordini 6 en ligne      | Englebert | 4           | 0               | n.c.       |
| 1953   | Connaught Scuderia Milano | Connaught A Maserati A6GCM | Lea Francis 4 en ligne Maserati 6 en ligne | Dunlop    | 4           | 0               | n.c.       |
| 1954   | Prince Bira               | Maserati 250F              | Maserati 6 en ligne                        | Dunlop    | 6           | 3               | 17e        |

## Résultats en course avant-guerre

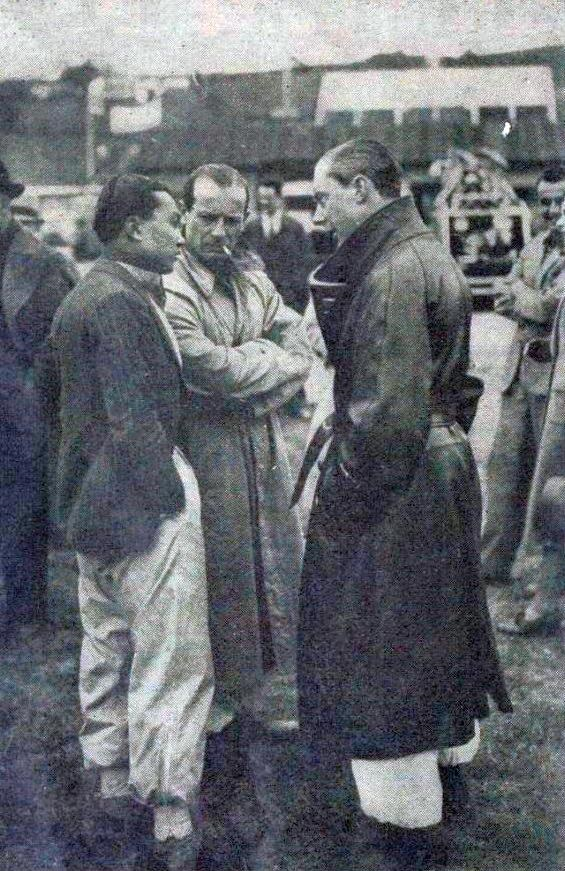
Grand Prix de Cork 1938 : Prince Bira (vainqueur), Gianfranco Comotti et René Dreyfus en discussion avant le départ.

Courses pour lesquelles Prince Bira termina à l’une des trois premières places :
| Classe | Date     | Épreuve                                  | Écurie                       | Autos.         | Position |
| ------ | -------- | ---------------------------------------- | ---------------------------- | -------------- | -------- |
| G-P AG | juil.-35 | Nuffield Trophy                          | Privé                        | MG Magnette K3 | 2e       |
| G-P AG | juil.-35 | Grand Prix de Dieppe Voiturette          | Privé                        | ERA B          | 2e       |
| G-P AG | août-35  | Prix de Berne                            | Privé                        | ERA B          | 2e       |
| G-P AG | oct.-35  | Mountain Championship                    | Privé                        | ERA B          | 3e       |
| G-P AG | avr.-36  | Coupe Prince Rainier                     | Privé                        | ERA B          | 1er      |
| G-P AG | mai-36   | RAC International Light Car Race         | Privé                        | ERA B          | 2e       |
| G-P AG | juin-36  | ADAC Eifelrennen Voiturette              | ERA Ltd.                     | ERA B          | 3e       |
| G-P AG | juin-36  | Grand Prix de Picardie                   | ERA Ltd.                     | ERA B          | 1er      |
| G-P AG | juil.-36 | Grand Prix d'Albi                        | Privé                        | ERA B          | 1er      |
| G-P AG | oct.-36  | Mountain Championship                    | Privé                        | Maserati 8CM   | 3e       |
| G-P AG | avr.-37  | Coppa Principessa di Piemonte Voiturette | Privé                        | ERA B          | 2e       |
| G-P AG | mai-37   | Campbell Trophy                          | Privé                        | Maserati 8CM   | 1er      |
| G-P AG | juin-37  | RAC International Light Car Race         | Privé                        | ERA B          | 1er      |
| G-P AG | juil.-37 | 12 heures de Donnington                  | White Mouse Stable           | Delahaye 135CS | 1er      |
| G-P AG | août-37  | Prix de Berne                            | Privé                        | ERA B          | 3e       |
| G-P AG | août-37  | Junior Car Club 200 Mile Race            | Privé                        | Maserati 8CM   | 2e       |
| G-P AG | sept.-37 | RAC International Tourist Trophy         | Automobiles Frazer Nash Ltd. | BMW 328        | 3e       |
| G-P AG | avr.-38  | Cork Grand Prix                          | Privé                        | ERA C          | 1er      |
| G-P AG | avr.-38  | Cork International Road Race             | Privé                        | Maserati 8CM   | 2e       |
| G-P AG | mai-39   | Sydenham Plate                           | Privé                        | Delahaye 135CS | 1er      |
| G-P AG | juin-39  | Nuffield Trophy                          | Privé                        | ERA C          | 1er      |
| G-P AG | juil.-39 | Grand Prix d'Albi                        | Privé                        | ERA B          | 3e       |

Note : G-P AG: Grand-Prix formule avant guerre

## Résultats en courses après-guerre
| Classe      | Date     | Épreuve                            | Écurie             | Auto              | Position |
| ----------- | -------- | ---------------------------------- | ------------------ | ----------------- | -------- |
| G-P AG      | oct.-46  | Ulster Trophy                      | Privé              | ERA C             | 1er      |
| Formule 2   | mai-47   | Prix du Léman                      | Équipe Gordini     | Simca-Gordini T11 | 1er      |
| Formule 2   | juin-47  | Coupe des Petites Cylindrées       | White Mouse Stable | Simca-Gordini T11 | 1er      |
| G-P AG      | août-47  | Manx Cup                           | Équipe Gordini     | Simca-Gordini T11 | 1er      |
| Formule 2   | sept.-47 | Coupe de Lyon                      | Équipe Gordini     | Simca-Gordini T11 | 2e       |
| Formule 2   | févr.-48 | 2e Grand Prix de Genève            | Équipe Gordini     | Simca-Gordini T11 | 2e       |
| Formule 2   | mai-48   | Stockholm's Grand Prix             | Équipe Gordini     | Simca-Gordini T15 | 1er      |
| G-P AG      | juil.-48 | Grote Prijs van Zandvoort          | Privé              | Maserati 4CL      | 1er      |
| Temporada   | févr.-49 | Gran Premio del General San Martín | White Mouse Stable | Maserati 4CLT     | 2e       |
| G-P AG      | mars-49  | Gran Premio di San Remo            | Enrico Platé       | Maserati 4CLT     | 2e       |
| G-P AG      | juil.-49 | Grand Prix de l'ACF-Reims          | Enrico Platé       | Maserati 4CLT/48  | 2e       |
| G-P AG      | juil.-49 | Grote Prijs van Zandvoort          | Enrico Platé       | Maserati 4CLT/48  | 3e       |
| G-P AG      | juil.-49 | Grand Prix du Roussillon           | Enrico Platé       | Maserati 4CLT/48  | 2e       |
| G-P AG      | oct.-49  | Grand Prix d'Albi                  | Enrico Platé       | Maserati 4CLT/48  | 2e       |
| G-P AG      | nov.-49  | Gran Premio d'Italia               | Enrico Platé       | Maserati 4CLT/48  | 3e       |
| Hors-champ. | sept.-50 | Goodwood Trophy                    | Enrico Platé       | Maserati 4CLT/48  | 2e       |
| Hors-champ. | mars-51  | Richmond Trophy                    | Privé              | Maserati 4CLT/48  | 1er      |
| Formule 2   | avr.-52  | Grand Prix de Marseille            | Équipe Gordini     | Simca-Gordini T15 | 2e       |
| Formule 2   | juin-54  | Grand Prix des Frontières-Chimay   | Privé              | Maserati A6GCM    | 1er      |
| Hors-champ. | août-54  | Circuito di Pescara                | Privé              | Maserati 250F     | 2e       |
| Hors-champ. | nov.-54  | Grand Prix de Rouen                | Privé              | Maserati 250F     | 2e       |
| Hors-champ. | juil.-55 | B.R.D.C.International Trophy       | Privé              | Maserati 250F     | 3e       |
| Hors-champ. | août-55  | New Zealand Grand Prix             | Privé              | Maserati 250F     | 1er      |

notes :
- Hors-champ. : hors championnat

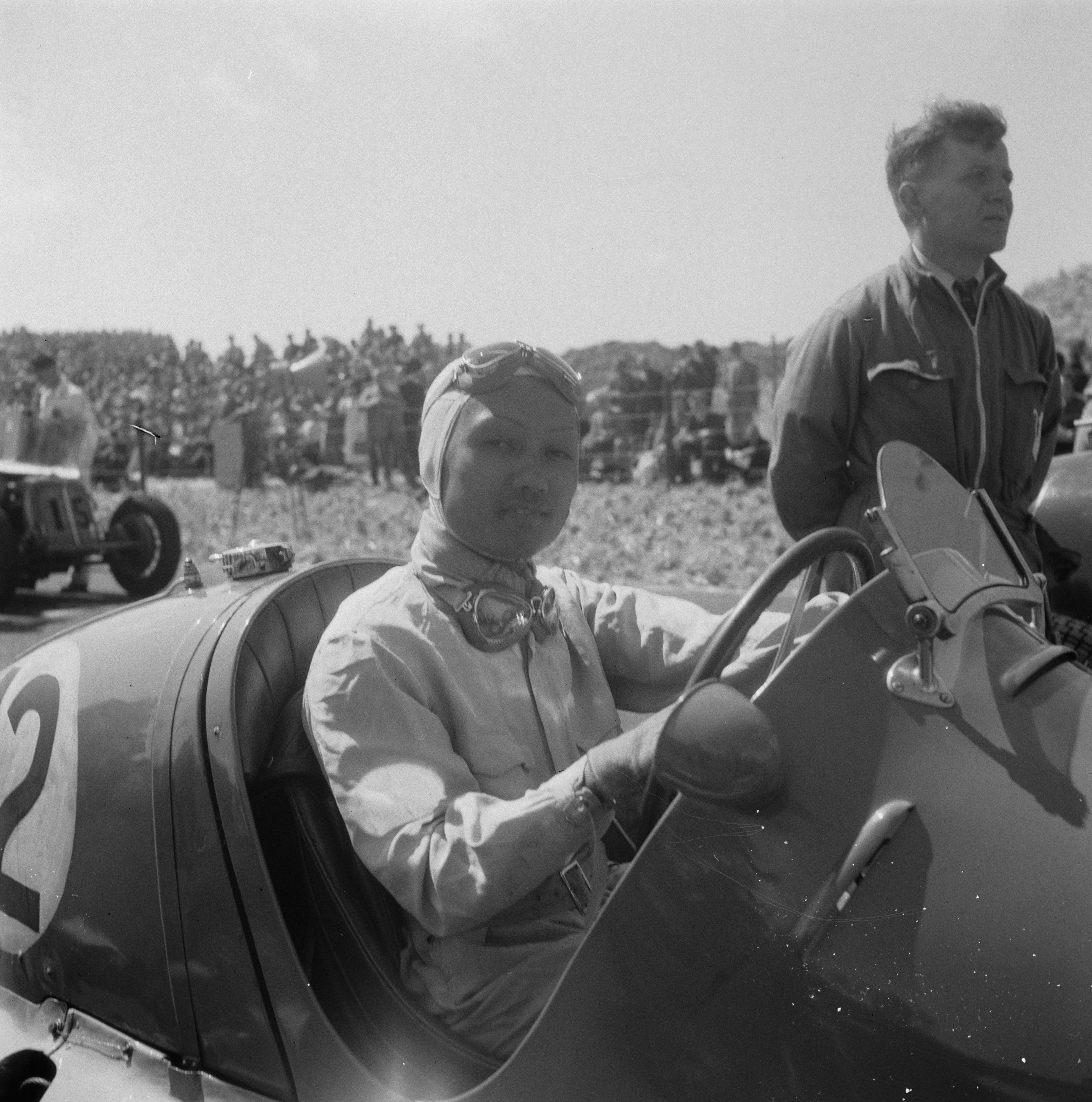
Prince Bira au volant de sa Maserati 4CL, au départ du Grand Prix de Zandvoort 1948 qu’il va gagner.

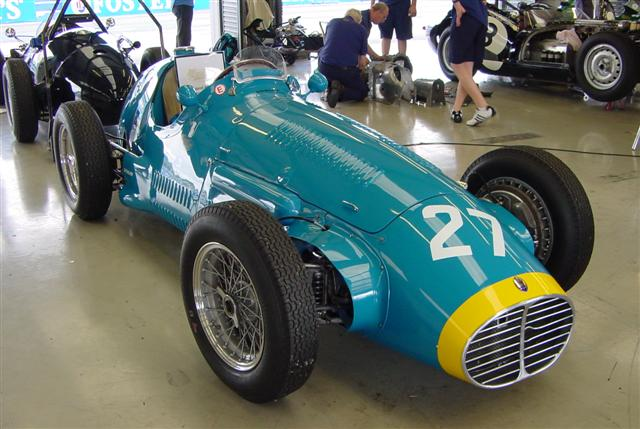
La Maserati A6GCM de Prince Bira.

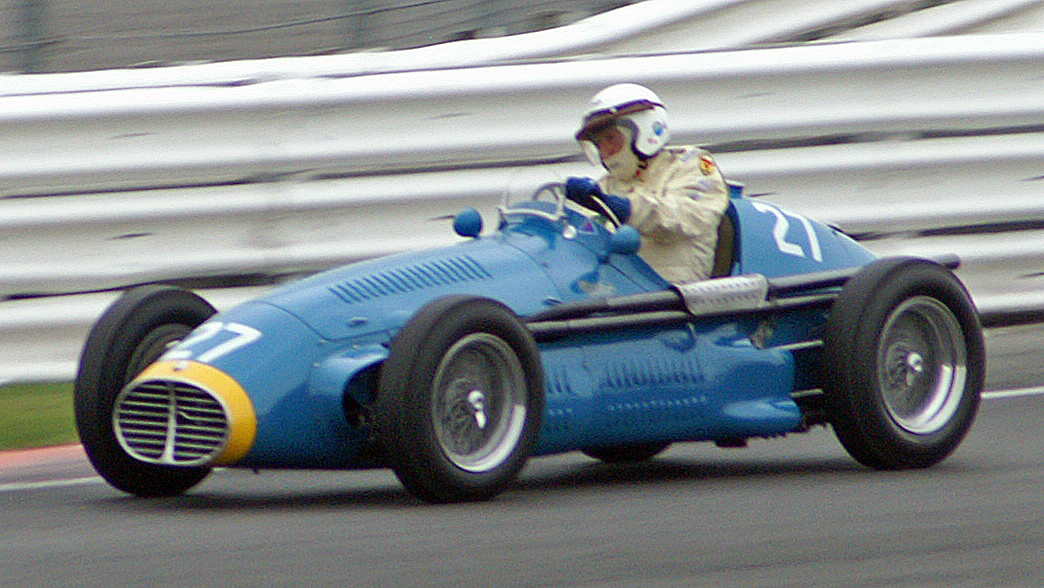
La Maserati A6GCM de Prince Bira en démonstration à Silverstone en 2009.

- G-P AG: Grand Prix formule avant guerre
- Temporada: Grand Prix formule Argentine

## Résultats aux 24 Heures du Mans
| Année | Écurie                          | Châssis               | Coéquipiers    | Résultats |
| ----- | ------------------------------- | --------------------- | -------------- | --------- |
| 1939  | Automobili Alfa Romeo R. Sommer | Alfa Romeo 6C 2500 SS | Raymond Sommer | Abandon   |
| 1954  | David Brown                     | Aston Martin DB3S     | Peter Collins  | Abandon   |

## Distinctions

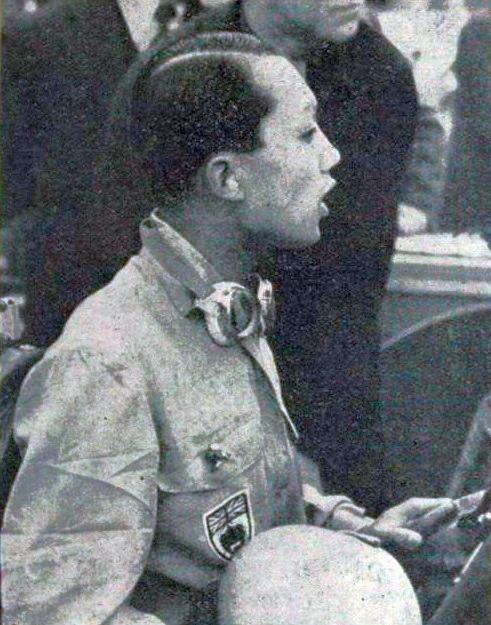
Prince Bira en 1936, pour le Grand Prix de Picardie, qu’il remporte.

- BRDC Gold Star : 1936 (avec Bill Pacey), 1937 (avec John Cobb) et 1938 (avec Oliver Bertram (en))[8]
- Instone Trophy : 1939 et 1940 (officieux championnat de Brooklands).